# Лук матушкин
Лук матушкин (лат. Allium materculae) — многолетнее травянистое растение, вид рода Лук (Allium) семейства Луковые (Alliaceae).

## Распространение и экология
В природе ареал вида охватывает Азербайджан, Армению и Иран.
Произрастает на сухих местах.

## Ботаническое описание
Луковица почти шаровидная, диаметром 1—2 см; наружные оболочки серые или черноватые, бумагообразные. Стебель толстый, высотой 10—30 см, при основании погружён в землю, короче или длиннее листьев.
Листья в числе двух—четырёх, шириной 1—2 см, сизые, линейно-ремневидные, по краю шероховатые.
Чехол в два раза короче зонтика, коротко заострённый. Зонтик пучковидный, многоцветковый. Цветоножки в два—восемь раз длиннее околоцветника, неравные. Листочки почти звёздчатого околоцветника сиреневые, с красноватой жилкой, линейные, островатые, жёсткие, после цветения вверх торчащие, длиной 5—9 мм. Нити тычинок немного короче листочков околоцветника, при основании между собой и с околоцветником сросшиеся, треугольно-шиловидные.
Коробочка почти в два раза короче околоцветника.

## Таксономия
Вид Лук матушкин входит в род Лук (Allium) семейства Луковые (Alliaceae) порядка Спаржецветные (Asparagales).
|  |                                      |  |                                                             |                                                             |                   |  | ещё 24 семейства (согласно Системе APG II) | ещё 24 семейства (согласно Системе APG II) |                     |  |  |  | ещё более 870 видов |
|  |                                      |  |                                                             |                                                             |                   |  | ещё 24 семейства (согласно Системе APG II) | ещё 24 семейства (согласно Системе APG II) |                     |  |  |  | ещё более 870 видов |
|  |                                      |  |                                                             | порядок Спаржецветные                                       |                   |  |                                            |                                            | род Лук             |  |  |  |                     |
|  |                                      |  |                                                             | порядок Спаржецветные                                       |                   |  |                                            |                                            | род Лук             |  |  |  |                     |
|  | отдел Цветковые, или Покрытосеменные |  |                                                             |                                                             | семейство Луковые |  |                                            |                                            | вид Лук матушкин    |  |  |  |                     |
|  | отдел Цветковые, или Покрытосеменные |  |                                                             |                                                             | семейство Луковые |  |                                            |                                            |                     |  |  |  |                     |
|  |                                      |  | ещё 44 порядка цветковых растений (согласно Системе APG II) | ещё 44 порядка цветковых растений (согласно Системе APG II) |                   |  |                                            | ещё около 300 родов                        | ещё около 300 родов |  |  |  |                     |
|  |                                      |  |                                                             | ещё 44 порядка цветковых растений (согласно Системе APG II) |                   |  |                                            |                                            | ещё около 300 родов |  |  |  |                     |